# Дорога на пау-вау
Дорога на пау-вау (Шоссе встреч) (англ. Powwow Highway) — независимый фильм 1989 года, экранизация одноимённого романа американского писателя Дэвида Силса. Снятый в стиле трагифарса, он рассказывает о жизни и проблемах современных коренных американцев. Фильм стал дебютом в игровом кино южноафриканско-американского режиссёра Джонатана Уэкса. В эпизодических ролях в фильме снялись Грэм Грин и Уэс Стьюди, тогда только начинавшие карьеру, а также индейский поэт и активист Джон Труделл.

## Сюжет
Канун Рождества. Бадди Редбоу, сельхозагент и активист из резервации северных шайеннов в Монтане, выступает против планов крупной корпорации по добыче полезных ископаемых на индейских землях. Его уверенная позиция может склонить чашу весов на голосовании племенного совета. Чтобы вывести Бадди из игры, его сестру Бонни арестовывают в Нью-Мексико по ложному обвинению в хранении наркотиков. В это время Филберт, увалень и обжора с душой ребёнка, увлечённый старыми традициями шайеннов и мечтающий стать воином, выменивает у торговца подержанными машинами ржавый драндулет, даёт ему гордое имя «Защитник» и отправляется в паломничество к святым местам, чтобы обрести силу. Бадди прикарманивает деньги, выделенные племенным советом на покупку бычков, чтобы внести залог за сестру, и просит Филберта подвезти его до Санта-Фе. Филберт, связанный с Бонни детской дружбой, соглашается ему помочь.
Стараниями Филберта их путешествие проходит не совсем так, как хотелось бы Бадди: ночью Филберт сворачивает на шоссе, ведущее в Южную Дакоту, и рано утром совершает восхождение на священную гору Свит-Бьют (очевидная параллель с горой Беар-Бьют в Чёрных Холмах). Проснувшись, возмущённый Бадди пытается отчитать Филберта, но неожиданно получает отпор — духовная миссия Филберта придаёт ему уверенность в себе. Филберт встречает рассвет песней, стоя по колено в ледяном ручье, и через какое-то время Бадди неожиданно для себя присоединяется к нему. После приключения в ручье Филберт находит первый «знак» — камушек, как он верит, посланный ему духами, и убеждается, что выбрал правильную дорогу. Раз уж они оказались в Южной Дакоте, Бадди решает навестить старого друга в резервации Пайн-Ридж и, к радости Филберта, принимает приглашение посетить рождественское пау-вау. Противоборство сторонников старого и нового образа жизни, разделяющее Пайн-Ридж на два лагеря, заставляет Бадди задуматься, настолько ли он сам «современный» индеец, как он привык считать. В компании беззаботного Филберта Бадди и на этот раз отказывается от роли мудрого старшего брата и идёт танцевать вместе со всеми, гордо демонстрируя медаль «Пурпурное сердце», полученную во Вьетнаме, как знак доблести.
По просьбе матери сын и дочь Бонни звонят по телефону её подруге Рэббит. Рэббит приезжает в тюрьму и привозит деньги для залога, но служащая говорит ей, что не сможет выпустить Бонни до Рождества, так как процедуру некому оформить. Рэббит встречает Бадди и Филберта, наконец-то добравшихся до Санта-Фе, и вся компания пытается придумать план спасения Бонни. Из всех возможных вариантов Филберт выбирает (и осуществляет) самый фантастический — подобно герою старого вестерна, он использует Защитника для того, чтобы выломать решётку камеры Бонни вместе с куском стены. В погоню за беглецами устремляются полиция и ФБР, и для Защитника наступает его звёздный час — он жертвует собой, сорвавшись вниз по склону. Филберт получает свой четвёртый знак и становится воином, они с Бадди обнимаются, забыв былые разногласия, и компания отправляется дальше по шоссе к ожидающему их пикапу вождя шайеннов Джозефа.

## В ролях
- Эй Мартинес — Бадди Редбоу
- Гари Фармер — Филберт Боно
- Джоанель Ромеро — Бонни Редбоу (в титрах указана как Joannelle Nadine Romero)
- Аманда Уайсс — Рэббит Лейтон
- Сэм Влахос — Вождь Джозеф
- Уэйн Уотерман — Волчий Зуб
- Марго Кейн — Имоджин
- Джеффри Ривас — Сэнди Янгблад
- Роско Борн — агент Джек Новалл
- Тони Фрэнк — капитан Робертс
- Мария Антуанетт Роджерс — тётя Харриет
- Джон Труделл[англ.] — Луи
- Уэс Стьюди — Бафф
- Грэм Грин — ветеран на пау-вау

## Награды и номинации
Награды
- Кинофестиваль «Сандэнс» — приз «Filmmakers Trophy» в категории «Драма» (Джонатан Уэкс)
- Индейский кинофестиваль в Сан-Франциско — лучший фильм
- Индейский кинофестиваль в Сан-Франциско — лучший режиссёр (Джонатан Уэкс)
- Индейский кинофестиваль в Сан-Франциско — лучший актёр (Гари Фармер)

Номинации
- Кинофестиваль «Сандэнс» — главный приз жюри (Джонатан Уэкс)
- Кинопремия «Независимый дух» — лучший режиссёрский дебют (Джонатан Уэкс, Джан Веринга)
- Кинопремия «Независимый дух» — лучшая мужская роль второго плана (Гари Фармер)
- Кинопремия «Независимый дух» — лучшая операторская работа (Тойомичи Курита)

## Музыка
В фильме звучит музыка Робби Робертсона, Creedence Clearwater Revival и др.